# Thomas J. Petersen
Thomas Juul Petersen (født 25. december 1868 på Streymnes, død 11. august 1926) var en færøsk embedsmand og politiker (SB). Han var sysselmand på Eysturoy 1898–1910, og i Norðoyar 1910–26. Han var kommunalbestyrelsesmedlem i Klaksvíkar kommuna 1914–22, og borgmester 1914–20.
Petersen var valgt til Lagtinget fra Eysturoy 1903–1910, og var medstifter af Sambandsflokkurin i 1906.
Han var far til Thorstein Petersen.